# Ovčí most v Děčíně
Ovčí most také Ovčí můstek nebo Ovčí lávka se nachází v části Podmokly města Děčína a vede přes Jílovský potok. Je chráněna jako kulturní památka a je zapsána v Ústředním seznamu kulturních památek ČR.

## Historie
Most překračuje Jílovský potok v sousedství mostu Pivovarské ulice v děčínské části Podmokly a vede nad Jílovským potokem. S rozvojem chovu ovcí a rozšiřováním pastvin nechal v roce 1561 postavit dřevěnou lávku na pískovcových pilířích Günter z Brunau. Dle archivních záznamů nechali můstek postavit Thunové v letech 1705 až 1706. Stavitelem pravděpodobně byl zednický mistr Michel Windrich. V 19. století v blízkosti postavili silniční most pro silnici I/13. Na konci 20. století ho nahradil nový, v roce 2018 byl zbourán a opět postaven nový. Ovčí most byl opravován v roce 2018.

## Popis
Most je zděná, jednooblouková, vysoko klenutá kamenná stavba. Je dlouhý 18 m, široký 4 m, výška klenby dosahuje 1,5 m. Výška nad hladinou potoka je 6,7 m. Most je postaven z pískovcových kopáků spojených vápennou maltou. Klenba a koncové části parapetních zídek jsou z opracovaných pískovcových kvádrů různých rozměrů. Mostovka je vydlážděná z čedičových valounů. Extrémně vysoké klenutí a příkrý nájezd na mostek si pravděpodobně vyžádala potřeba plavit dříví a ochránit stavbu před náporem vody při povodních. Písemně doložená je povodeň z roku 1552, tj. před postavením mostku.

## Pověst
Výstavba mostku je spojena s legendou, podle níž Günter z Brunau požádal místní sedláky, aby na stavbu mostu přispěli. Protože pomoc poskytnout odmítli, byl most postaven tak, aby přes něj dokázaly přejít ovce, ale povozy sedláků projet nemohly.